# Čestmír Černý
Čestmír Černý (27. června 1927 Praha – 15. prosince 2009 Kolín) byl český chemik a vysokoškolský pedagog, v letech 1990 až 1994 první polistopadový rektor Vysoké školy chemicko-technologické v Praze (VŠCHT).

## Život
Narodil se v červnu 1927 v Praze. V mládí však studoval na reálném gymnáziu v Pardubicích, kde úspěšně složil maturitní zkoušku. V roce 1946 začal studovat na Vysoké škole technické v Brně obor chemické inženýrství, ale studium nedokončil a v roce 1948 místo toho nastoupil na VŠCHT v Praze, jejíž studium úspěšně absolvoval v roce 1952. Ještě předtím začal v roce 1951 Černý pracovat jako asistent na Katedře fyzikální chemie ČVUT, kde se v roce 1962 stal kandidátem věd a o tři roky později se habilitoval. V roce 1978 se stal po úspěšném obhájení doktorské disertační práce doktorem věd. V roce 1980 se stal profesorem v oboru fyzikální chemie.
V rámci své odborné činnosti se zabýval zejména tématy jako chemická kinetika nebo chemická termodynamika. V rámci těchto oborů zveřejnil celou řadu publikací. Aktivní byl i jako autor publikací zaměřených na oblast pedagogiky v rámci oboru. Černý se angažoval také jako předseda Československé společnosti chemické v Praze. Po sametové revoluci se stal děkanem Chemicko-inženýrské fakulty VŠCHT a v roce 1990 také rektorem celé této vysoké školy.